# Хаиль
Ха́иль (араб. حَائِل‎) — административный район на севере Саудовской Аравии.
- Административный центр — город Хаиль.
- Площадь — 103 887 км², население — 597 144 человек (2010 год).

## География
На севере граничит с административным округом Эль-Худуд-эш-Шамалия, на востоке с административным округом Эр-Рияд, на юго-востоке с административным округом Эль-Касим, на юге с административным округом Медина, на западе с административным округом Табук, на северо-западе с административным округом Эль-Джауф.

## История
В 1830—1921 годах территория административного округа (провинции) являлась центром эмирата Джебель-Шаммар (г. Хаиль был столицей эмирата). В 1921 году присоединена к государству Саудитов.

## Административное деление
Административный округ делится на 4 мухафазы (в скобках население на 2010 год):
- Al Qhazaiah (102 588)
- Ash Shinan (41 641)
- Baqa (40 157)
- Ha’il (412 758)

## Администрация
Во главе административного округа (провинции) стоит наместник с титулом эмира, назначаемый королём из числа принцев династии Аль Сауд.

### Эмиры
Эмиры минтаки (губернаторы провинции):
- 1921—1970: принц Абд аль-Азиз ибн Мусаид аль-Джилюви
- 1980—1999: принц Мукрин Аль Сауд, сын короля Абд аль-Азиза
- 1999—2017: принц Сауд ибн Абдул-Мухсин Аль Сауд, внук короля Абд аль-Азиза
- 2017 — наст.время: принц Абдул-Азиз ибн Саад Аль Сауд, внук короля Абд аль-Азиза